# Бабчук, Антон Анатольевич
Анто́н Анато́льевич Бабчу́к (укр. Бабчук Антон Анатолійович; род. 6 мая 1984, Киев) — российский хоккеист, защитник.

## Биография
Начинал играть в Электростали за «Кристалл». В сезоне 2002/03 дебютировал в чемпионате России, играл в том сезоне за «Ак Барс» (10 матчей, 0 очков) и СКА (20 матчей, 3 шайбы). Затем уехал за океан, где играл в АХЛ, в клубе «Норфолк Адмиралс» в 2003—2006 гг. (всего 139 матчей, 16 голов, 30 передач, 177 минут штрафа), в те же годы играл и за «Чикаго Блэкхокс», но там в составе не закрепился.
20 января 2006 года был обменян из «Чикаго Блэкхокс» вместе с правом выбора в четвёртом раунде драфта в «Каролину Харрикейнз» на Дэнни Ричмонда. В первом сезоне за «Каролину» выиграл Кубок Стэнли (52 матча, 2 шайбы, 12 передач, 30 минут штрафа).
Сезон 2007/2008 Бабчук провел в омском «Авангарде», играя под № 33 (57 игр, 9 шайб, 15 передач, 30 минут штрафа).
В сезоне 2008/2009 вновь оказался игроком «Каролины» (72 матча, 16 шайб, 19 передач, 16 минут штрафа). Осенью 2009 года подписал контракт с «Авангардом».
17 ноября 2010 года был обменян в «Калгари Флэймз». В июле 2011 года подписал новый контракт с клубом. Соглашение было рассчитано на два сезона. Зарплата — 2,5 миллиона долларов за год.
Считается универсалом: в атаке обладал сильным броском и был надёжен непосредственно в обороне.
Участник матча звёзд КХЛ (2010).
На время локаута в НХЛ в 2012 году перешёл в донецкий «Донбасс» — новичок КХЛ. Так как официально права на Антона Бабчука принадлежали «Авангарду», «Донбасс» выплатил компенсацию.
10 июня 2013 года подписал контракт с уфимским «Салаватом Юлаевым».
24 июля 2014 года перешёл в нижегородское «Торпедо». 20 октября 2014 года контракт был расторгнут по обоюдному согласию сторон

## В сборной
В составе юниорской сборной России стал чемпионом мира среди команд до 18 лет 2001 года (6 игр, 0+0), в 2002 году завоевал серебряную медаль (8 игр, 3+3).

## Статистика выступлений
|             |                     |      | Регулярный сезон | Регулярный сезон | Регулярный сезон | Регулярный сезон | Регулярный сезон | Плей-офф | Плей-офф | Плей-офф | Плей-офф | Плей-офф |
| Сезон       | Команда             | Лига | Игр              | Г                | П                | Очк              | Штр              | Игр      | Г        | П        | Очк      | Штр      |
| ----------- | ------------------- | ---- | ---------------- | ---------------- | ---------------- | ---------------- | ---------------- | -------- | -------- | -------- | -------- | -------- |
| 2002-03     | Ак Барс             | ПХЛ  | 10               | 0                | 0                | 0                | 4                | --       | --       | --       | --       | --       |
| 2002-03     | СКА                 | ПХЛ  | 20               | 3                | 0                | 3                | 10               | --       | --       | --       | --       | --       |
| 2003-04     | Норфолк Эдмиралс    | АХЛ  | 73               | 8                | 14               | 22               | 89               | 8        | 0        | 2        | 2        | 6        |
| 2003-04     | Чикаго Блэкхокс     | НХЛ  | 5                | 0                | 2                | 2                | 2                | --       | --       | --       | --       | --       |
| 2004-05     | Норфолк Эдмиралс    | АХЛ  | 66               | 8                | 16               | 24               | 88               | 2        | 0        | 0        | 0        | 2        |
| 2005-06     | Норфолк Эдмиралс    | АХЛ  | 24               | 5                | 7                | 12               | 22               | --       | --       | --       | --       | --       |
| 2005-06     | Чикаго Блэкхокс     | НХЛ  | 17               | 2                | 3                | 5                | 16               | --       | --       | --       | --       | --       |
| 2005-06     | Каролина Харрикейнз | НХЛ  | 22               | 3                | 2                | 5                | 6                | --       | --       | --       | --       | --       |
| 2005-06     | Лоуэлл Лок Монстерс | АХЛ  | 5                | 1                | 3                | 4                | 0                | --       | --       | --       | --       | --       |
| 2006-07     | Каролина Харрикейнз | НХЛ  | 52               | 2                | 12               | 14               | 30               | --       | --       | --       | --       | --       |
| 2006-07     | Олбани Ривер Рэтс   | АХЛ  | 9                | 1                | 6                | 7                | 2                | --       | --       | --       | --       | --       |
| 2007-08     | Авангард            | ПХЛ  | 57               | 9                | 15               | 24               | 30               | 4        | 1        | 1        | 2        | 6        |
| 2008-09     | Каролина Харрикейнз | НХЛ  | 72               | 16               | 19               | 35               | 16               | 13       | 0        | 1        | 1        | 0        |
| 2009-10     | Авангард            | КХЛ  | 49               | 9                | 13               | 22               | 36               | 2        | 0        | 0        | 0        | 0        |
| 2010-11     | Каролина Харрикейнз | НХЛ  | 17               | 3                | 5                | 8                | 12               | --       | --       | --       | --       | --       |
| 2010-11     | Калгари Флэймз      | НХЛ  | 65               | 8                | 19               | 27               | 20               | --       | --       | --       | --       | --       |
| 2011-12     | Калгари Флэймз      | НХЛ  | 32               | 2                | 8                | 10               | 6                | --       | --       | --       | --       | --       |
| 2012-13     | Калгари Флэймз      | НХЛ  | 7                | 0                | 1                | 1                | 0                | --       | --       | --       | --       | --       |
| 2012-13     | Донбасс             | КХЛ  | 31               | 1                | 2                | 3                | 22               | 0        | 0        | 0        | 0        | 0        |
| 2013-14     | Салават Юлаев       | КХЛ  | 54               | 3                | 9                | 12               | 24               | 3        | 0        | 0        | 0        | 0        |
| 2014-15     | Торпедо             | КХЛ  | 12               | 0                | 3                | 3                | 12               | --       | --       | --       | --       | --       |
| 2014-15     | Атлант              | КХЛ  | 20               | 6                | 4                | 10               | 12               | --       | --       | --       | --       | --       |
| Всего в ПХЛ | Всего в ПХЛ         |      | 30               | 0                | 3                | 3                | 14               | 0        | 0        | 0        | 0        | 0        |
| Всего в КХЛ | Всего в КХЛ         |      | 166              | 19               | 31               | 50               | 106              | 5        | 0        | 0        | 0        | 0        |
| Всего в АХЛ | Всего в АХЛ         |      | 177              | 23               | 46               | 69               | 201              | 10       | 0        | 2        | 2        | 8        |
| Всего в НХЛ | Всего в НХЛ         |      | 289              | 36               | 71               | 107              | 108              | 13       | 0        | 1        | 1        | 0        |